# An Hưng, Hải Phòng
Xã An Hưng là một xã thuộc thành phố Hải Phòng, Việt Nam.

## Địa lý
Xã An Hưng có vị trí địa lý:
- Phía bắc giáp xã An Khánh và phường Phù Liễn.
- Phía nam giáp xã Tiên Lãng và xã Tiên Minh với ranh giới tự nhiên là sông Văn Úc.
- Phía đông giáp xã Kiến Thụy và xã Nghi Dương.
- Phía tây giáp xã Quyết Thắng với ranh giới tự nhiên là sông Bắc Hưng Hải.

## Lịch sử
Địa bàn xã An Hưng trước đây thuộc huyện An Lão, thành phố Hải Phòng.
Ngày 16 tháng 6 năm 2025, Ủy ban Thường vụ Quốc hội bàn hành Nghị quyết sắp xếp các đơn vị hành chính cấp xã thuộc thành phố Hải Phòng năm 2025. Theo đó, sắp xếp toàn bộ diện tích tự nhiên, quy mô dân số của các xã An Thái, An Thọ và Chiến Thắng thành xã mới có tên gọi là xã An Hưng.
Căn cứ theo đề án sắp xếp đơn vị hành chính cấp xã của thành phố Hải Phòng năm 2025, xã An Hưng được thành lập từ:
- Toàn bộ diện tích tự nhiên là 5,81 km², quy mô dân số là 10.281 người của xã An Thái;
- Toàn bộ diện tích tự nhiên là 5,59 km², quy mô dân số là 7.130 người của xã An Thọ;
- Toàn bộ diện tích tự nhiên là 8,83 km², quy mô dân số là 8.124 người của xã Chiến Thắng.

Xã An Hưng có diện tích tự nhiên là 20,23 km2 (đạt 96,33% so với quy định), quy mô dân số là 25.535 người (đạt 159,59% so với quy định).